# Your Funeral, My Trial
Fjärde studioalbumet från Nick Cave & The Bad Seeds. Utgivet 1986.

## Låtlista
1. Your Funeral, My Trial
2. Stranger Than Kindness
3. Jack's Shadow
4. The Carny
5. She Fell Away
6. Hard On For Love
7. Sad Waters
8. Long Time Man
9. Scum (på CD:n, ej på LP:n)

## Medverkande artister
Nick Cave (sång, mer?)
The Bad Seeds:
Blixa Bargeld (låtskrivande, gitarr, mer?)

Anita Lane (låtskrivande)

Mick Harvey (låtskrivande, mer?)

Thomas Wydler (?)

Barry Adamson (?)

## B-sidor & covers
Scum delades ut gratis, som promosingel under turnén.

The Carny spelas i filmen Himmel över Berlin. Den har spelats in i coverversion. 

Long Time Man är en låt av Tim Rose, baserad på ett traditionellt stycke. Låten har även spelats in av del andra artister. 

## Kuriosa
Scum handlar om två journalister. 
Sad Waters lånar några rader från det gamla örhänget The Green, Green Grass of Home. 
Titeln på albumet är eventuellt en referens till en låt av Sonny Boy Williamson: Your Funeral and My Trial.